# 劉沔
劉沔（？—846年），字子汪，徐州彭城人。
父劉廷珍，以戰功官左驍衛大將軍、東陽郡王。劉沔最早是許州牙將，少事李光顏為帳中親將。元和末，光顏討吳元濟，常用劉沔為前鋒。後隨振武節度使范希朝回朝，授勳神策軍將軍。授振武節度使。
會昌二年（842年）三月，代苻澈為河東節度使（今山西太原西南）。會昌三年（843年），回鶻大饑荒，烏介可汗入寇雲朔（今山西北部及內蒙古境），劉沔與幽州節度使張仲武招撫，時兩人不協。劉沔與天德行營副司石雄在殺胡山擊敗烏介，烏介可汗夜遁，迎得太和公主至雲州，回鶻從此衰敗。
會昌三年（843年），昭义军节度使刘稹叛唐，刘沔领兵與之恶战，史称昂车关之战。但因刘沔和张仲武有隙，武宗担心误事，于會昌四年（844年）二月二十五日调刘沔以義成節度使鎮河陽。刘沔带走了河东所有的财物，致使河东府库一空，间接造成了后来的杨弁兵变。會昌五年（845年）李德裕出鎮，罷為太子太保，十二月石雄代任。會昌六年（846年）卒。柳公權書《劉沔碑》。

## 延伸阅读
[在维基数据编辑]
 《舊唐書·卷161》，出自刘昫《舊唐書》
 《新唐書/卷171》，出自《新唐書》